# Adriana Spilberg
Adriana Spilberg, née le 5 décembre 1656, à Amsterdam dans les Provinces-Unies et morte après 1697 certainement à Düsseldorf, est une peintre de portraits et d'histoire néerlandaise du Siècle d'or néerlandais ; elle est peintre de la cour de Jean-Guillaume de Neubourg-Wittelsbach, prince-électeur du Palatinat du Rhin.

## Biographie

### Jeunesse et formation
Adriana Spilberg naît le 5 décembre 1656 à Amsterdam dans les Provinces-Unies, aujourd'hui Royaume des Pays-Bas. Ses parents sont le peintre de la cour du prince-électeur du Palatinat du Rhin, Johannes Spilberg (en) (1619-1690) originaire de Düsseldorf, et Maria Gerrits (vers 1622-?) vraisemblablement originaire d’Amsterdam,. Ensemble ils ont au moins quatre enfants. Adriana est baptisée à l'Oude Kerk d'Amsterdam le 8 décembre 1656. Johannes voyage beaucoup pour le compte du prince-électeur, mais sa famille est installée à Amsterdam.
Le Grand Théâtre des peintres néerlandais (De groote schouburgh der Nederlantsche konstschilders en schilderessen) d'Arnold Houbraken est la principale source d'information sur Adriana Spilberg. Houbraken rapporte que Johannes Spilberg a « enseigné le dessin et la peinture à sa fille dès son plus jeune âge » et lui apprend à peindre à l'huile, au crayon et au pastel ; Adriana devient assez célèbre à Amsterdam.

### À la cour
Jean-Guillaume épouse Marie-Anne-Josèphe d'Autriche en 1678, celle-ci entend parler du talent d'Adriana et demande à Johannes d'installer sa fille à la cour :

« L'électrice, l'entendant parler avec éloge des capacités de sa fille, lui demanda de la convoquer ; mais comme elle ne voulait pas quitter sa mère, qu'elle aimait beaucoup, la souveraine lui ordonna de se rendre à Amsterdam, d'y rompre son ménage et de venir habiter à la Cour avec sa femme et ses enfants, lui offrant non seulement de lui rembourser les frais du voyage, mais aussi de lui donner une médaille d'or en cadeau pour sa fille, afin de l'attirer et de l'assurer de sa faveur. C'était en 1681. »

— Arnold Houbraken, Le Grand Théâtre des peintres néerlandais - 1721
Adriana devient donc peintre de la cour en 1681 à Düsseldorf.  
Adriana semble avoir été principalement active en tant que portraitiste, mais aurait également collaboré aux décorations de fresques de son père dans le château de Düsseldorf.  
On ne connaît pratiquement aucune œuvre de sa main. On ignore où et quand Adriana Spilberg est décédée.  

### Vie privée
Adriana reçoit de nombreuses demandes en mariage, mais son père, craignant de la perdre pour l'art, souhaite « ne la donner à personne d'autre qu'à un peintre » ; elle épouse alors le peintre Wilhelm Breekvelt (en) en 1684 à Düsseldorf et ils ont trois fils. Breekvelt meurt en 1687 à 29 ans. 
Sa protectrice Marie-Anne-Josèphe meurt en 1689, et Jean-Guillaume se remarie avec Anne-Marie-Louise de Médicis en 1691. 
Son père Johannes meurt en 1690 et il est remplacé comme peintre de la cour par Eglon van der Neer, qu'elle épouse en 1697. 